# Cừu Swaledale
Cừu Swaledale là một giống cừu nhà có nguồn gốc ở Anh, chúng được đặt theo tên của thung lũng Yorkshire Swaledale ở Anh. Chúng được tìm thấy ở khắp các khu vực miền núi cao hơn của Vương quốc Anh, đặc biệt là ở Yorkshire Dales, County Durham, và xung quanh đầm lầy Pennine của Cumbria. Các con cừu Swaledale là một biểu tượng chính thức của Yorkshire Dales.
Cừu Swaledale là giống cừu có ngoại hình đẹp, được ghi nhận cho len trắng, chúng có sừng cong và trắng xung quanh mũi và mắt của chúng. Chúng được sử dụng để sản xuất thịt cừu/thịt chiên, những con cừu la Bắc Anh Mule. Cùng với cừu Fell Rough, cừu Herdwick, và cừu Dalesbred, chúng là một trong ba biến thể có liên quan với Lake District.

## Lịch sử
Các con cừu Swaledale được biết đến như một giống cừu có liên quan đến cừu mặt đen Scotland và cừu Fell Rough, cả hai cũng đang chiếm ưu thế tại các địa điểm vùng cao ở Vương quốc Anh và được chú ý vì khả năng của chúng để phát triển mạnh tại các địa điểm này trong điều kiện khắc nghiệt. Mặc dù nguồn gốc cụ thể của giống cừu này chưa được biết chắc chắn, chúng có một tổ tiên không phải là loài bản địa và ngoại lai cho giống cừu được xem xét bởi hai cái tên chú ý của thế kỷ XVIII, là John Naismyth và Charles Findlater.
Công bố vào năm 1796, ý kiến Naismyth trong cuốn Biên niên sử về Nông nghiệp là nguồn gốc của các giống cừu ở cao nguyên có màu đen ở mặt là "không thể dò ra". Robert TROW-Smith trong cuốn A History of British: Chăn nuôi, 1700-1900 đã viết: "... nó đã được đề xuất rằng dòng giống này đã đứng ngoài dòng chính [sic] từ cừu Anh cổ xưa..." và rằng gốc rễ của các giống cừu này và Scotland Blackface có thể là Ovis ammon. Điều này là mong manh. Sự liên kết giữa cừu nhà và cừu Ovis ammon hoang dã từ đó đã được chứng minh là không thể làm được do sự khác biệt đáng kể trong gen di truyền và số lượng nhiễm sắc thể.
Trước khi có giống cừu này và cả giống Scottish Blackface, và Fell Rough nổi lên là giống như khác biệt, tiền thân thế kỷ 17 của chúng là cừu Linton. Nó được đặt tên sau khi thị trường West Linton trong Peeblesshire, chuyên bán các con cừu Linton Scotland phía Tây Nguyên và canh tác vùng cao khác. Vào đầu thế kỷ 18, thị trường được ghi nhận là đã bán lên tới 9.000 con cừu trong một ngày duy nhất, con số đó chắc chắn đã giúp thành lập giống ở vùng cao. Hiệp hội người nuôi cừu được thành lập vào năm 1919 và ban đầu gồm nông dân sống trong vòng bán kính bảy dặm của Tân Hill Inn, trên vùng đồng hoang North Yorkshire. 

## Đặc điểm

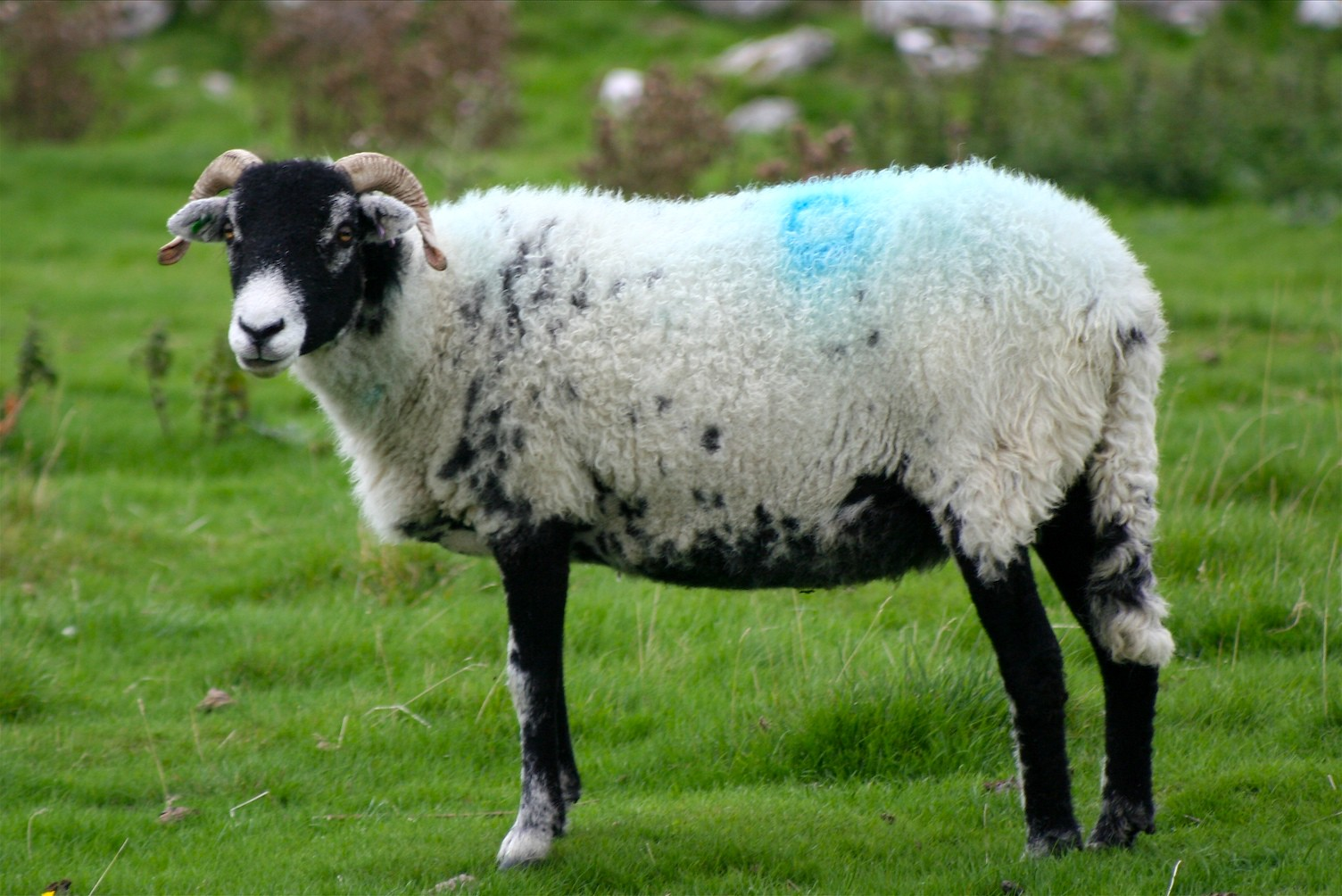
Cừu Swaledale

Chúng rất thích hợp cho các vùng tiếp xúc, trong đó chúng chủ yếu sinh sống, cừu Swaledales là giống cừu rất khỏe mạnh, dày tráng, có thể khoẻ mạnh và vóc đậm. Các con cừu cái là các bà mẹ tuyệt vời và được biết đến với việc có thể đẻ những con chiên sau tốt, ngay cả trong điều kiện bất lợi. Chúng có một vóc dáng trung bình, với khuôn mặt đen đánh dấu với màu trắng sáng xung quanh mũi và mắt, và cả con đực và con cái đều mọc sừng cong, tuy nhiên những con đực sừng là lớn hơn nhiều so với con cái.
Lớp lônh len khoác của chúng dày và rất thô, và được coi là một màu trắng hoặc trắng đồng đều. Len chúng sản xuất, mặc dù bền, đàn hồi và có thể sử dụng cho một số ứng dụng, nhưng lại có giá trị rất thấp, với giá chi trả khoảng 40 pence cho mỗi kg len. Các lông cừu bán trên thị trường và chất xơ có thể chứa kemp đó không phải là màu trắng, vì vậy một số sợi và sợi chuẩn bị từ giống cừu này là màu xám. Các con chiên cũng được biết đến với thịt cừu ngon và có hương vị.
Trán chúng phẳng, xương mũi lồi ra, chúng có hố nước mắt, mõm của chúng mỏng, môi hoạt động, răng cửa sắc, nhờ đó chúng có thể gặm được cỏ mọc thấp và bứt được những lá thân cây mềm mại, hợp khẩu vị trên cao để ăn. Chúng có thói quen đi kiếm ăn theo bầy đàn, tạo thành nhóm lớn trên đồng cỏ. Trong da chúng có nhiều tuyến mồ hôi và tuyến mỡ hơn dê. Bởi thế chúng bài tiết mồ hôi nhiều hơn và các cơ quan hô hấp tham gia tích cực hơn vào quá trình điều tiết nhiệt. Mô mỡ dưới da của chúng phát triển tốt hơn dê và ngược lại ở các cơ bên trong của chúng có ít tích lũy mỡ hơn dê. 

## Chăn nuôi

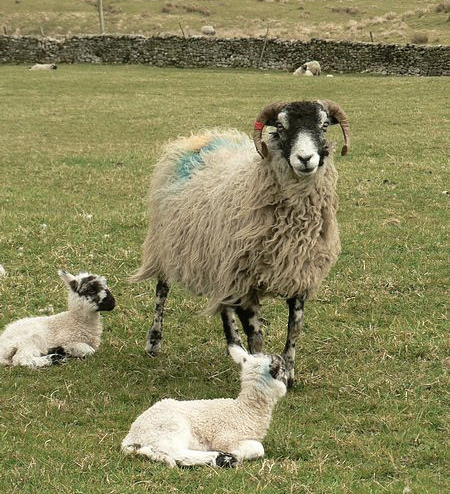
Cừu mẹ và cừu con

Có khoảng 1.200 bầy phả hệ cừu Swaledale ở Vương quốc Anh, những cuôn phả hệ Fine (đực) được bán với giá khoảng £ 25.000 đến £ 30.000 trên mức trung bình, mặc dù mức giá cao nhất được trả tại cuộc đấu giá cho một con đực được đánh giá cao là £ 101.000. Là một giống cừu khỏe mạnh, nông dân có thể ở phía sau bầy cừu của họ tại các địa điểm từ xa và tiếp xúc, nói chung mà không cần phải cung cấp chỗ ở trong nhà. Con cừu sản xuất thịt cừu và khả năng cho thịt thương mại và len. Thịt cừu Swaledale có hương vị tốt và dịu, màu len và thô ngăn giống cừu này trước những cái lạnh buốt giá của cao nguyên, nhưng tính chất mạnh mẽ và bền của nó làm cho nó thích hợp cho việc làm thảm, thảm, và cách nhiệt. Tuy nhiên, len cũng được sử dụng để kéo sợi và dệt kim quần áo, mặc dù trên một quy mô nhỏ hơn để sử dụng khác của nó.
Năm 2003, kế hoạch đã được đệ trình để xây dựng một trung tâm cừu Swaledale tại Kirkby Stephen, Cumbria, tuyên bố Kirkby Stephen là "ngôi nhà tinh thần của những con cừu Swaledale". Các kế hoạch này đã thu hút sự phản đối mạnh mẽ từ thị trấn Hawes, ở Yorkshire, một đối thủ cạnh tranh mạnh mẽ về doanh thu Swaledale, và trong đó có kế hoạch riêng của mình cho một trung tâm du khách. Một đàn kiểm soát của Swaledales đã được sử dụng để nghiên cứu và phát triển cừu. Một bệnh truyền nhiễm, dai dẳng, và tự phát, động vật mắc bệnh scrapie phải được kiểm dịch và phá hủy.
Các giống thí nghiệm liên quan đến việc lựa chọn một nhóm các con cừu Swaledale với sự suspectability thấp đến bệnh, tiêm với các đại lý, và chăn nuôi từ những con sống sót. Các nghiên cứu đã kết luận rằng con cái của các con chiên bị nhiễm bệnh có thể hơn để tồn tại scrapie. Một giống thương mại thành công, là cừu la Bắc Anh, đã được sản xuất từ những con cừu cái Swaledale, bởi việcgiao phối với cừu mặt lam Leicester. Các con của phép lai chéo này bây giờ là một trong những con chiên ở đất thấp nhiều nhất.
Chúng có tính bầy đàn cao nên dễ quản lý, chúng thường đi kiếm ăn theo đàn nên việc chăm sóc và quản lý rất thuận lợi. Chúng cũng là loài dễ nuôi, mau lớn, ít tốn công chăm sóc. So với chăn nuôi bò thì chúng là vật nuôi dễ tính hơn, thức ăn của chúng rất đa dạng, thức ăn của chúng là những loại không cạnh tranh với lương thực của người. Chúng là động vật có vú ăn rất nhiều cỏ. Hầu hết chúng gặm cỏ và ăn các loại cỏ khô khác, tránh các phần thực vật có gỗ nhiều. Chúng có chế độ hoạt động ban ngày, ăn từ sáng đến tối, thỉnh thoảng dừng lại để nghỉ ngơi và nhai lại. Đồng cỏ lý tưởng cho chúng như cỏ và cây họ Đậu. Khác với thức ăn gia súc, thức ăn chính của chúng trong mùa đông là cỏ khô.
Chúng là loài ăn tạp, có thể ăn được nhiều loại thức ăn bao gồm thức ăn thô xanh các loại như: rơm cỏ tươi, khô, rau, củ quả bầu bí các loại, phế phụ phẩm công nông nghiệp và các loại thức ăn tinh bổ sung như cám gạo ngũ cốc. Mỗi ngày chúng có thể ăn được một lượng thức ăn 15-20% thể trọng. Chúng cần một lượng thức ăn tính theo vật chất khô bằng 3,5% thể trọng. Với nhu cầu 65% vật chất khô từ thức ăn thô xanh (0,91 kg) và 35% vật chất khô từ thức ăn tinh (0,49 kg). Khi cho chúng ăn loại thức ăn thô xanh chứa 20% vật chất khô và thức ăn tinh chứa 90% vật chất khô.
Nguồn nước uống là nhu cầu cơ bản của chúng. Lượng nước cần cho chúng biến động theo mùa và loại và chất lượng thực phẩm mà chúng tiêu thụ. Khi chúng ăn nhiều trong các tháng đầu tiên và có mưa (kể cả sương, khi chúng ăn vào sáng sớm), chúng cần ít nước hơn. Khi chúng ăn nhiều cỏ khô thì chúng cần nhiều nước. Chúng cũng cần uống nước sạch, và có thể không uống nếu nước có tảo hoặc chất cặn. Trong một số khẩu phần ăn của chúng cũng bao gồm các khoáng chất, hoặc trộn với lượng ít.

## Chăm sóc

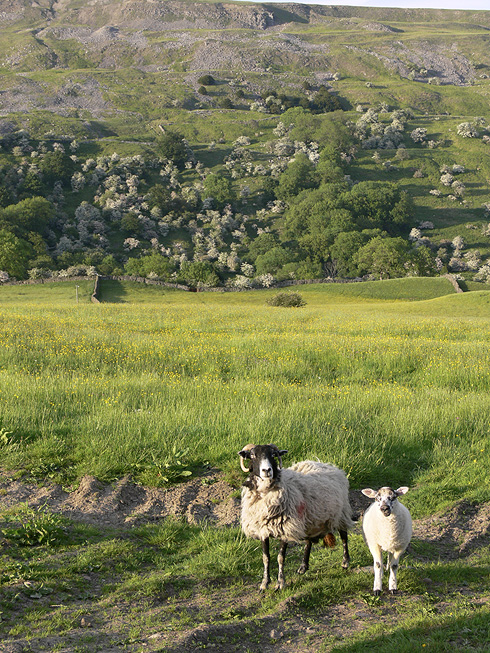
Những con cừu lang thang tha thẩn

Sau khi cho phối giống 16-17 ngày mà không có biểu hiện động dục lại là có thể cừu đã có chửa, Căn cứ vào ngày phối giống để chuẩn bị đỡ đẻ cho cừu (thời gian mang thai của cừu 146-150 ngày) nhằm hạn chế cừu sơ sinh bị chết; Có thể bồi dưỡng thêm thức ăn tinh và rau cỏ non cho cừu có chửa nhưng tuyệt đối tránh thức ăn hôi mốc; Khi có dấu hiệu sắp đẻ (bầu vú căng, xuống sữa, sụt mông, âm hộ sưng to, dịch nhờn chảy ra, cào bới sàn...) nên nhốt ở chuồng riêng có lót ổ rơm và chăn dắt gần, tránh đồi dốc.
Thông thường cừu mẹ nằm đẻ nhưng cũng có trường hợp đứng đẻ, tốt nhất nên chuẩn bị đỡ đẻ cho cừu; Sau khi đẻ cừu mẹ tự liếm cho con. Tuy nhiên, vẫn phải lấy khăn sạch lau khô cho cừu con, nhất là ở miệng và mũi cho cừu con dễ thở. Lấy chỉ sạch buộc cuống rốn (cách rốn 4–5 cm), cắt cuống rốn cho cừu con và dùng cồn Iod để sát trùng; Giúp cừu con sơ sinh đứng dậy bú sữa đầu càng sớm càng tốt (vì trong sữa đầu có nhiều kháng thể tự nhiên); Đẻ xong cho cừu mẹ uống nước thoải mái (có pha đường 1% hoặc muối 0.5%).
Cừu con trong 10 ngày đầu sau khi đẻ cừu con bú sữa mẹ tự do; Từ 11-21 ngày tuổi cừu con bú mẹ 3 lần/ngày, nên tập cho cừu con ăn thêm thức ăn tinh và cỏ non, ngon; 80-90 ngày tuổi có thể cai sữa. Giai đoạn này phải có cỏ tươi non, ngon cho cừu con để kích thích bộ máy tiêu hóa phát triển (đặc biệt là dạ cỏ) và bù đắp lượng dinh dưỡng thiếu hụt do sữa mẹ cung cấp không đủ; Cừu sinh trưởng và phát triển nhanh, mạnh ở giai đoạn này.